# Corante auramina-rodamina

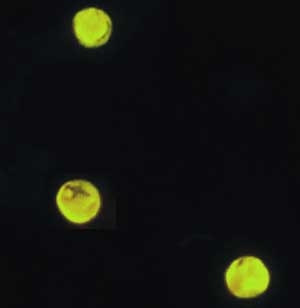
Oocistos de Cryptosporidium parvum coloridos com o corante fluorescente auramina-rodamina.

O corante auramina-rodamina (AR), também conhecido como corante auramine-rodamina de Truant, é uma técnica histológica usada para visualizar bacilos ácido rápidos usando microscopia de fluorescência, notavelmente espécies do gênero Mycobacterium. Organismos ácido-rápidos apresentam uma fluorescência amarelo-avermelhada. Embora a coloração auramina-rodamina não seja específica para organismos ácido-álcool resistentes  (i.e. Mycobacterium tuberculosis ou Nocardia) como a coloração de Ziehl-Neelsen, é mais acessível e mais sensível, portanto, é muitas vezes utilizado como uma ferramenta de de rastreamento em medicina.
O corante AR é uma mistura de auramina O e rodamina B. É uma mistura carcinogênica.

## Formulação
Formulação da solução corante:
1. Auramina O 10,5 gm ou 11,1 gm
2. Rodamina B 5,25 gm ou 5,6 gm
3. Glicerol 525,0 ml ou 556,0 ml
4. Fenol 70,0 ml ou 74 ml
5. Água destilada 350,0 ml ou 370 ml

Obs: Os primeiros valores referem-se a formulação de uma referência, os segundos a outra.